# Коровай

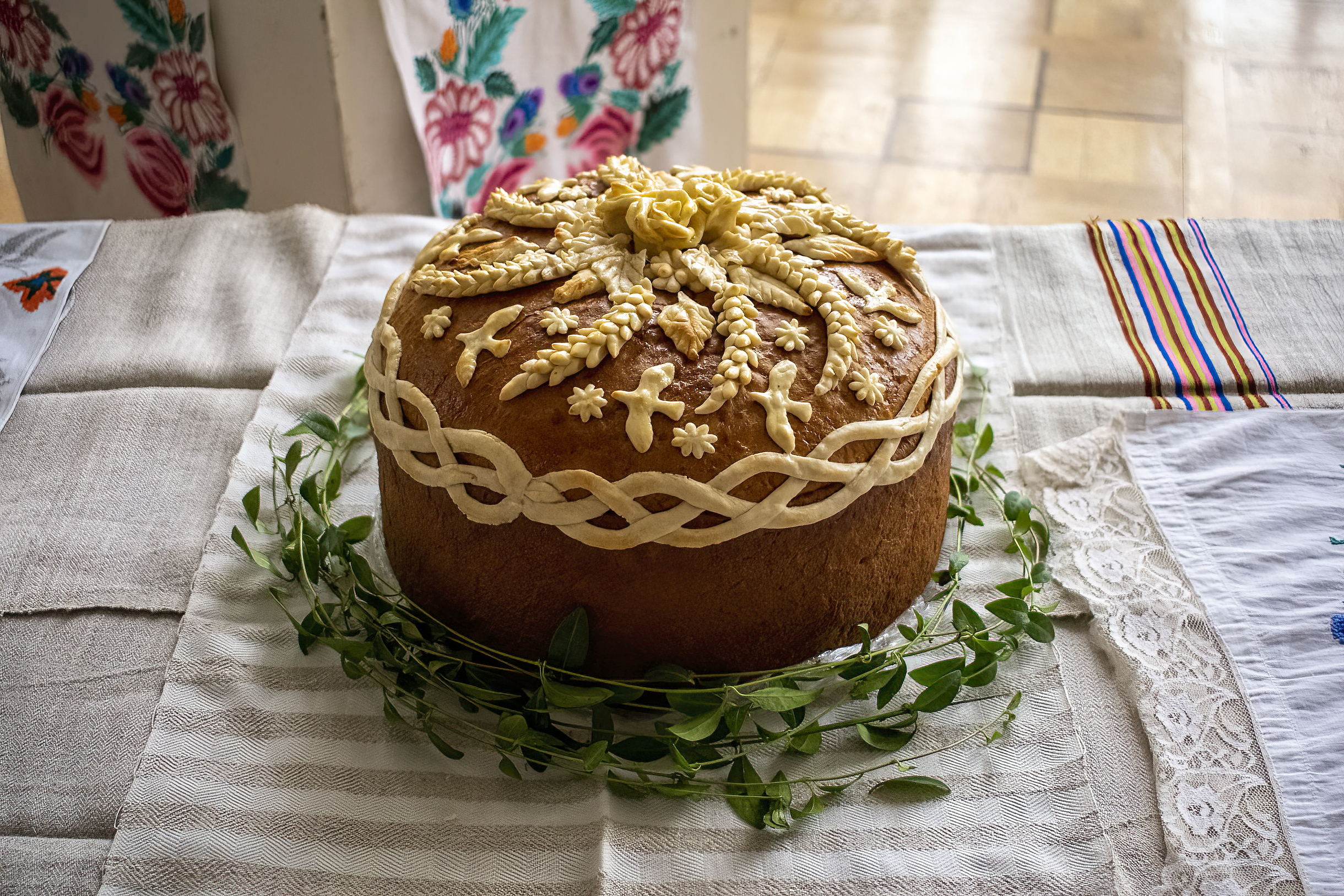
Коровай, спечений на Волині з нагоди 30-ї річниці незалежності України, 2021

Корова́й — великий круглий пухкий хліб із прикрасами з тіста. Зазвичай випікають на весілля або на якісь інші урочистості та свята, виконує святкові та обрядові функції.

## Етимологія
Загальноприйнятої етимології не має. Висунуто кілька версій походження слова «коровай» (прасл. *korvajь). Основна розглядає його як споріднене з корова (прасл. *korva) і пов'язує переважно з весільним обрядом (весільний пиріг символізував родючість). На користь цієї версії існують такі аргументи:
- російське діалектне значення лексеми корова — «наречена»[джерело?];
- біл. яловіца, що окрім «яловиця», також має значення «коровай» (оскільки бик символізував нареченого, корова мала бути символом нареченої; коровай був чарівним засобом для плодючості)
- назви тварин часто вживаються щодо виробів з тіста (укр. гуска, бичок, козуля, рос. коровушка — «різдвяне печиво з прикрасами», пол. gąska, byczek)[3].

Юрій Откупщиков відкидав припущення про зв'язок з *korva, виводячи назву хліба від кореня *kor- («різати», «краяти») і припускаючи первісне значення «відкраяний шматок» (пор. рос. діал. коротай — «короткий каптан»). Менш переконливе зіставлення з коров'як («коров'ячий гній»). Інші малоймовірні версії вважають спорідненими такі слова в інших індоєвропейських мовах, як дав.-інд. carúṣ («жертовний хліб»), чи лат. curvus («кривий, опуклий»), чи грец. κορωνός («кривий»), дав.-інд. cárvati («розжовує»).

## Обрядовість

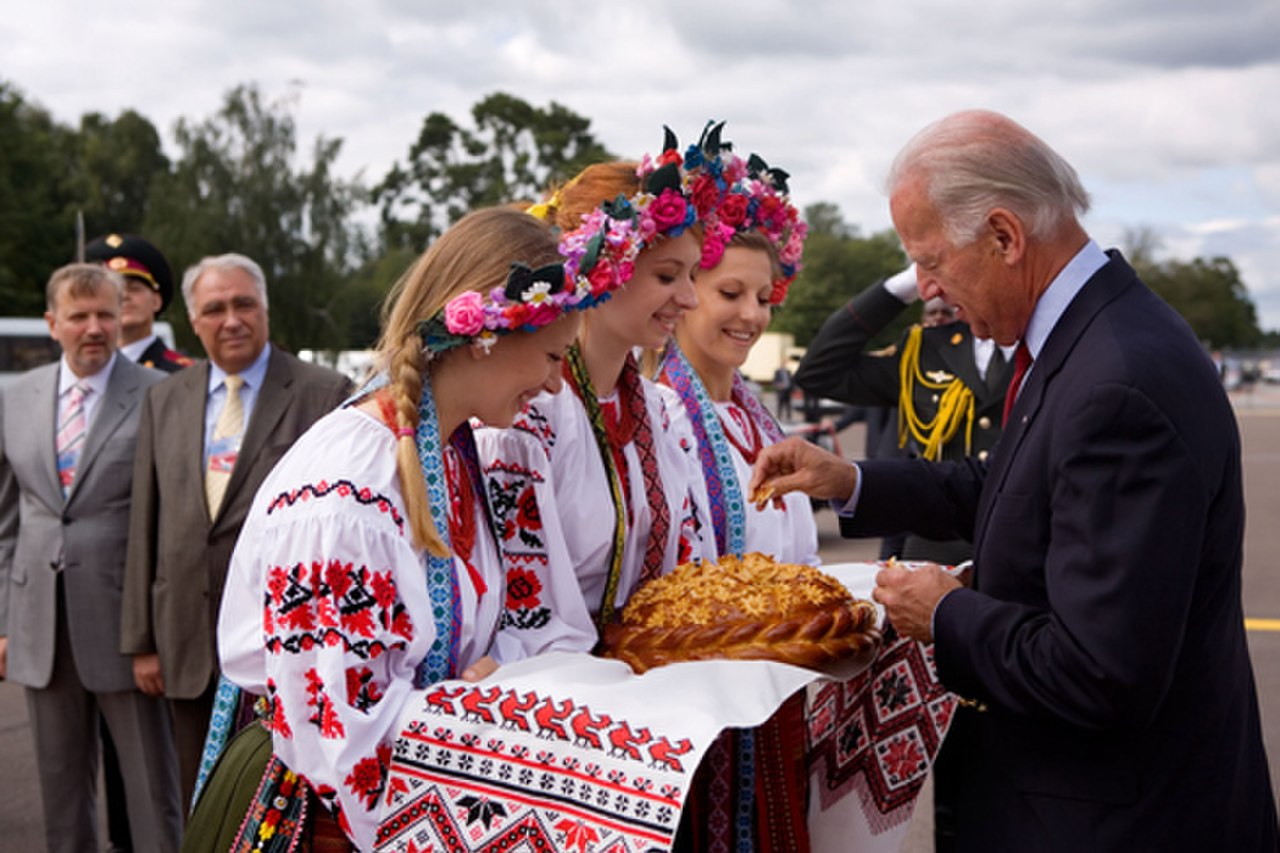
Хліб-сіль з нагоди прибуття Джо Байдена в Україну, 2009

Термін «коровай» був поширеним не лише в Україні, а й на всіх слов'янських землях. Українці на відміну від інших народів терміном «коровай» у минулому позначали лише обрядовий хліб. Це зазвичай була висока кругла паляниця, оздоблена квітами, шишками та пташками з тіста. За давньою традицією, якщо дівчина одружувалась «нечесною» (втратила цноту до шлюбу), то коровай на її весілля не випікали взагалі.
В Україні коровай готують на весілля, при цьому дотримуючись певних обрядових правил. Весільні короваї готують одружені жінки тільки тоді, коли дівчина вступає в шлюб.

В Україні коровай на весіллі присипали сиром, а подекуди й клали під коровай «тридев'ять вареників із сиром…». У зв'язку з цим звичаєм стоїть, мабуть, і весільна пісня, що в ній зять порівнюється із сиром:
Ой, сиру ж мій, сиру, білий ти мій сиру; Ой зятю ж, мій зятю да милий же ти сину…
За призначенням умовно виокремлюють такі види весільного хліба:
- хліб для сватання
- печиво / «шишки», яке випікали для запрошення гостей і обдаровування «коровайниць»
- хліб для благословення, вітання молодих
- коровай для обдаровування родин наречених і дружок нареченої
- хліб для обміну між сім'ями молодих як символ поєднання двох родин і його різновид — хліб для «викупу» нареченої
- весільне печиво лише для батьків молодих
- хліб для освячення ложа молодих.

На значній території (західні та південно-східні області) весільний хліб мав вигляд деревця чи гілочок із відповідними назвами: «коровай», «гільце», «теремок», «дивень», «дивування», «ріжки» тощо.
Микола Сумцов пише, що коровай — священний хліб, який має велике ритуальне значення і, без сумніву, жертовний характер. Як стверджують науковці та дослідники історії виникнення коровайництва, зокрема волиняни Віктор і Зоряна Давидюки, еволюція короваю від тваринної жертви, до короваю — жертви рослинної, вказує на різні епохи розвитку людської спільноти на Волині: мисливці — скотарі — хлібороби. А якщо це жертва, то й ставлення до неї особливе.
Прикрашають складними візерунками з тіста і гілочкою калини, якій з язичницьких часів приписують містичні властивості і яка є символом кохання. Коровай вважався символом щастя і достатку. Коровай виносять на вишитому рушнику. Чим пишніший вдавався випечений коровай, тим щасливіше і багатше життя чекає молодят, які скуштували коровай. Коровай випікали багатошаровим, і ділив його хресний батько нареченого або нареченої. Верхівку віддавали молодим, середню частину — гостям, а низ, в який часто запікають монети, — музикантам. Разом зі шматочком короваю молоді ділилися з гостями своїм щастям. Гості у відповідь дякували нареченому й нареченій подарунками.
Згідно з українським звичаєм, дорогих гостей зустрічають хлібом-сіллю — короваєм, який виносять на вишитому рушнику.
Коровай також використовують на похоронах. Його кладуть на кришку труни, а на цвинтарі роздають рідним.

## У популярній культурі
- «Коровай» — пісня гурту «Брати Гадюкіни» (альбом «Ми — хлопці з Бандерштадта»).

## Галерея

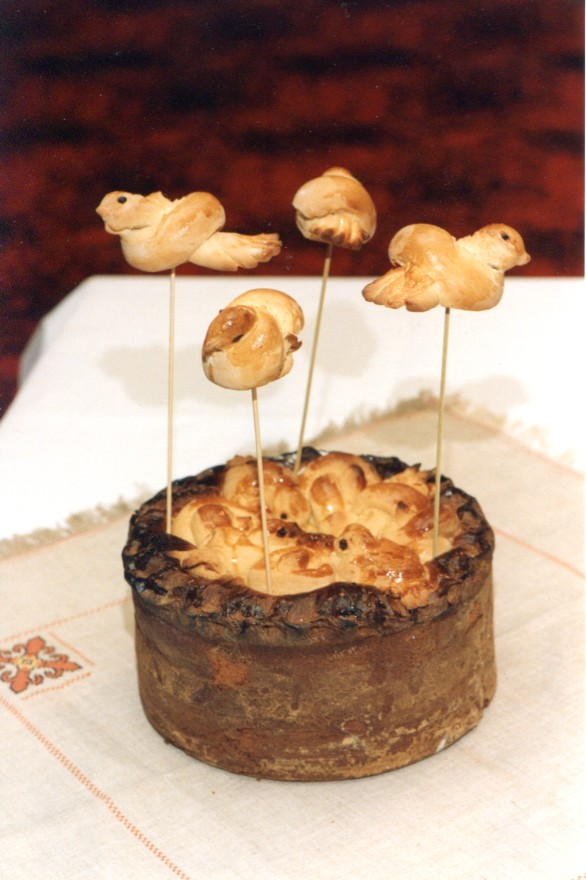
Коровай, який зробили для українського весілля в Австралії, 2008
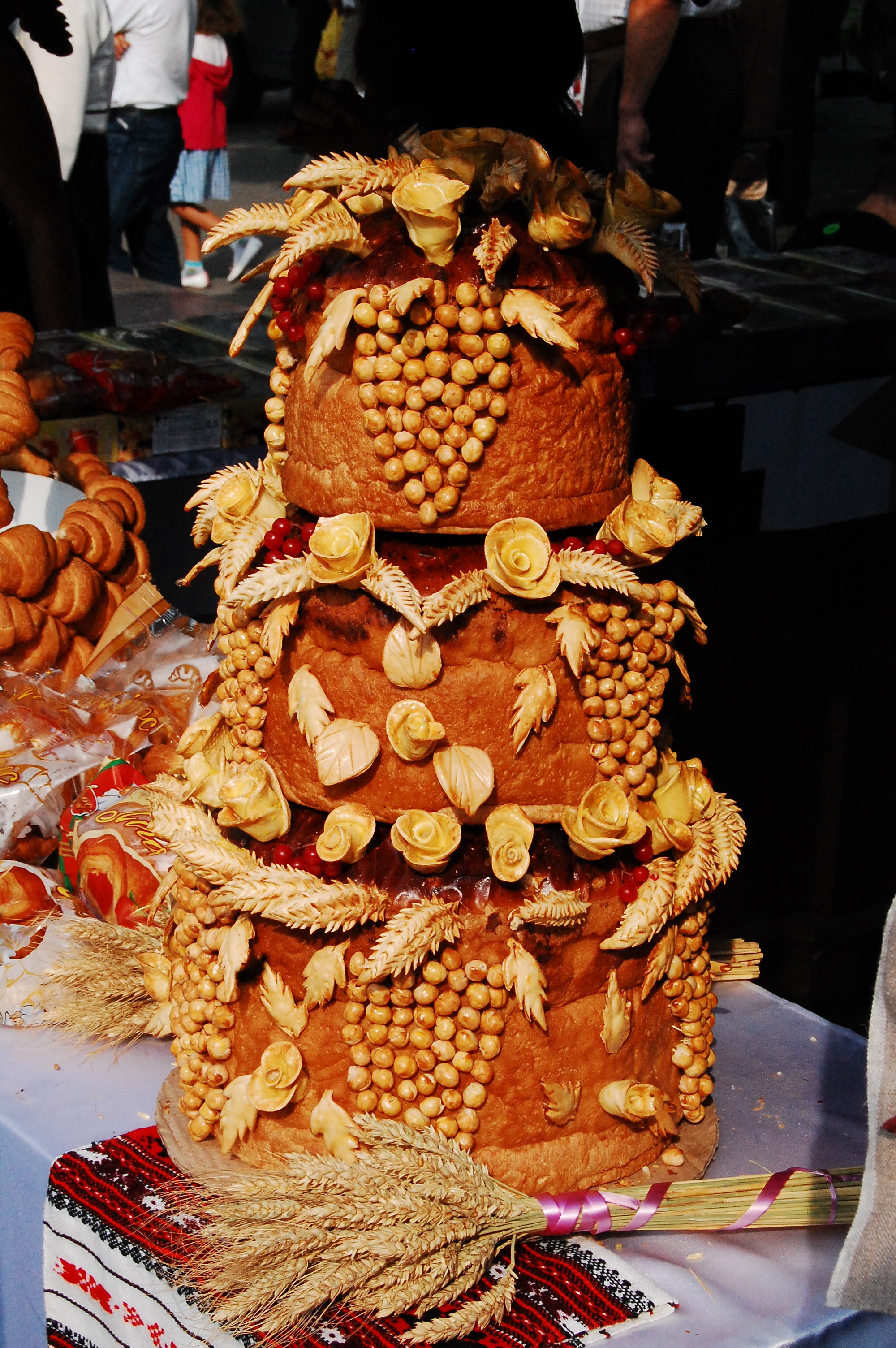
Коровай із Свято Хліба в Івано-Франківську, 2013
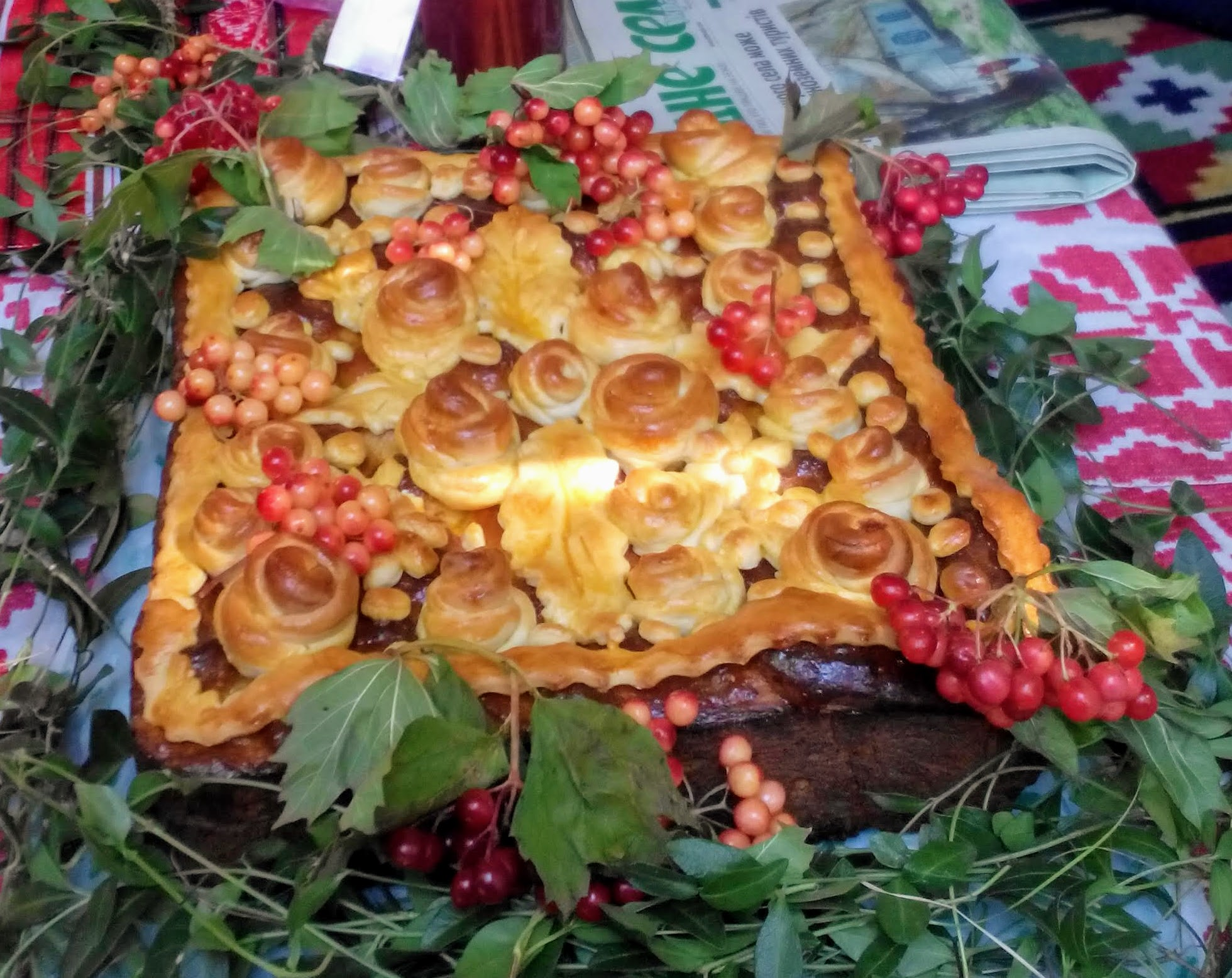
Коровай з Опішні, 2018
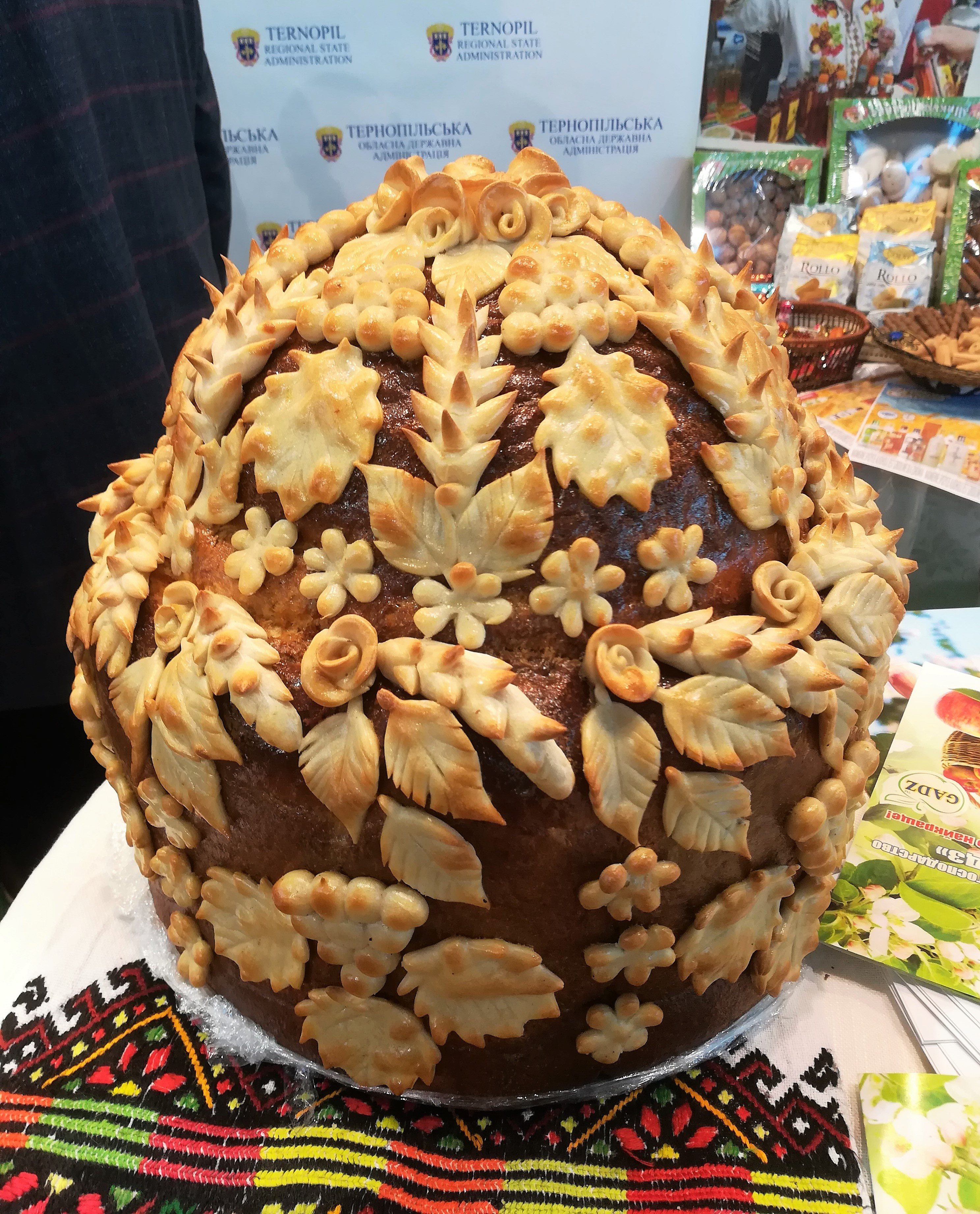
Український коровай у Познані, 2018
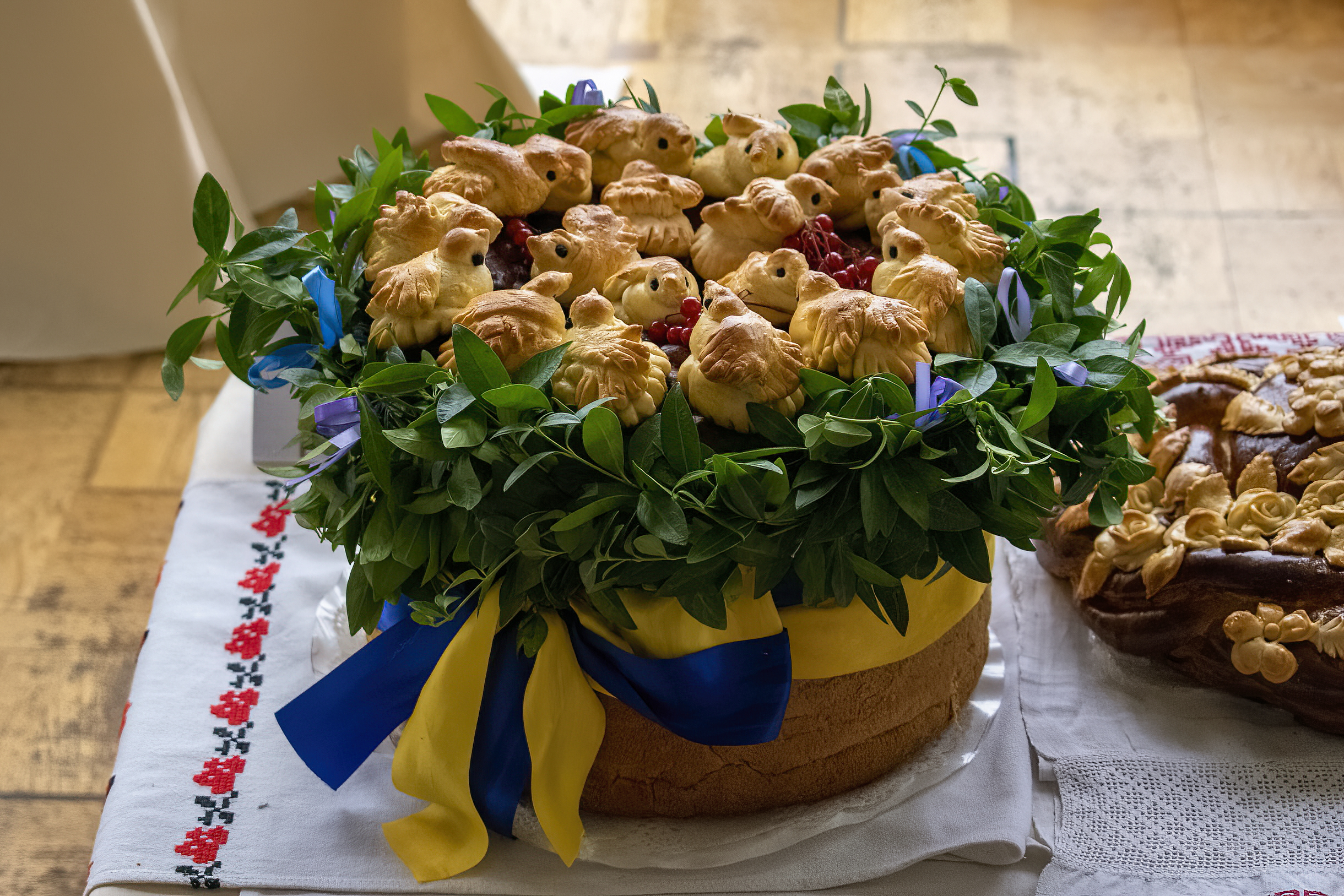
Волинський коровай, 2021
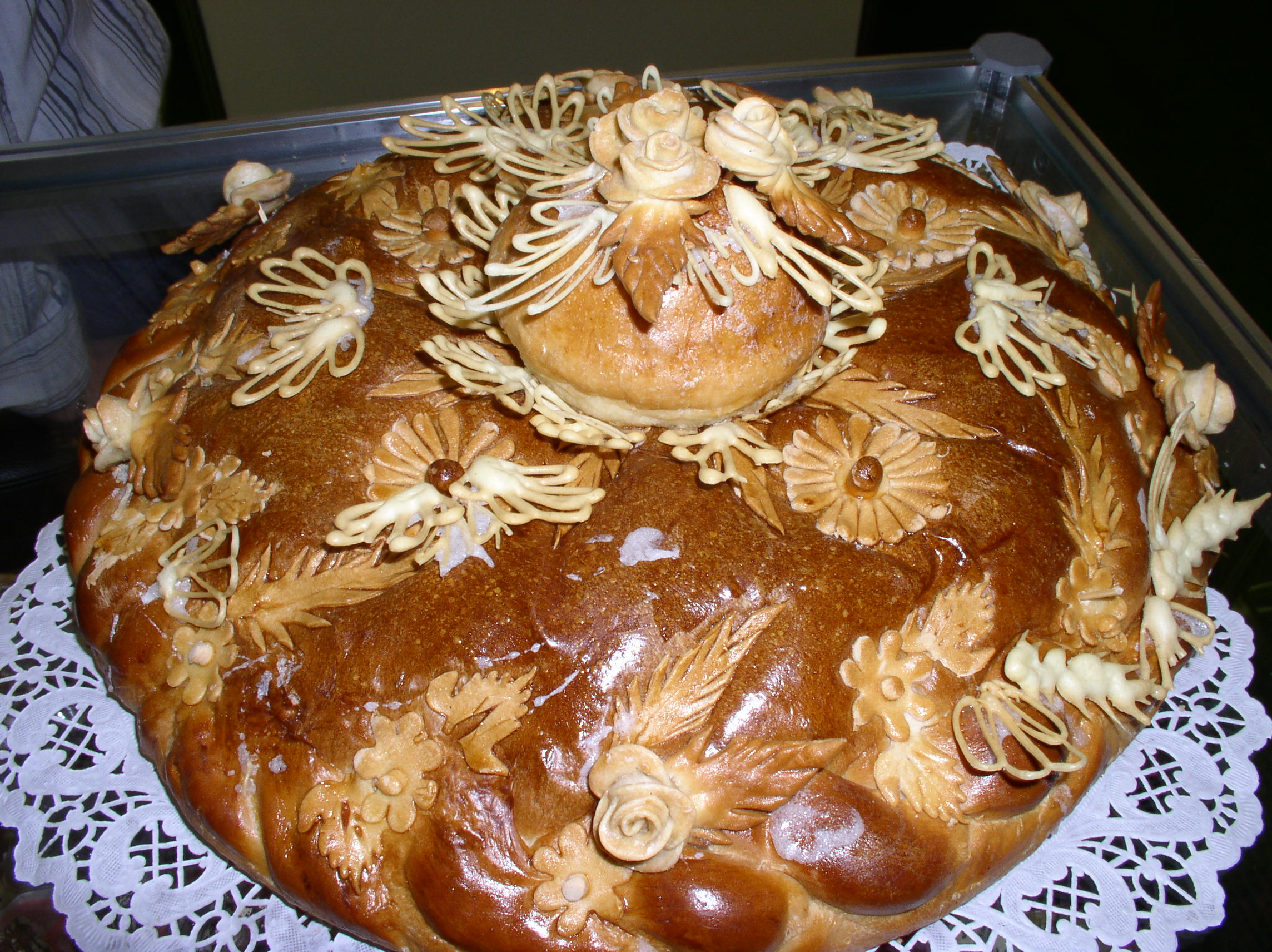
Білоруський коровай, 2005
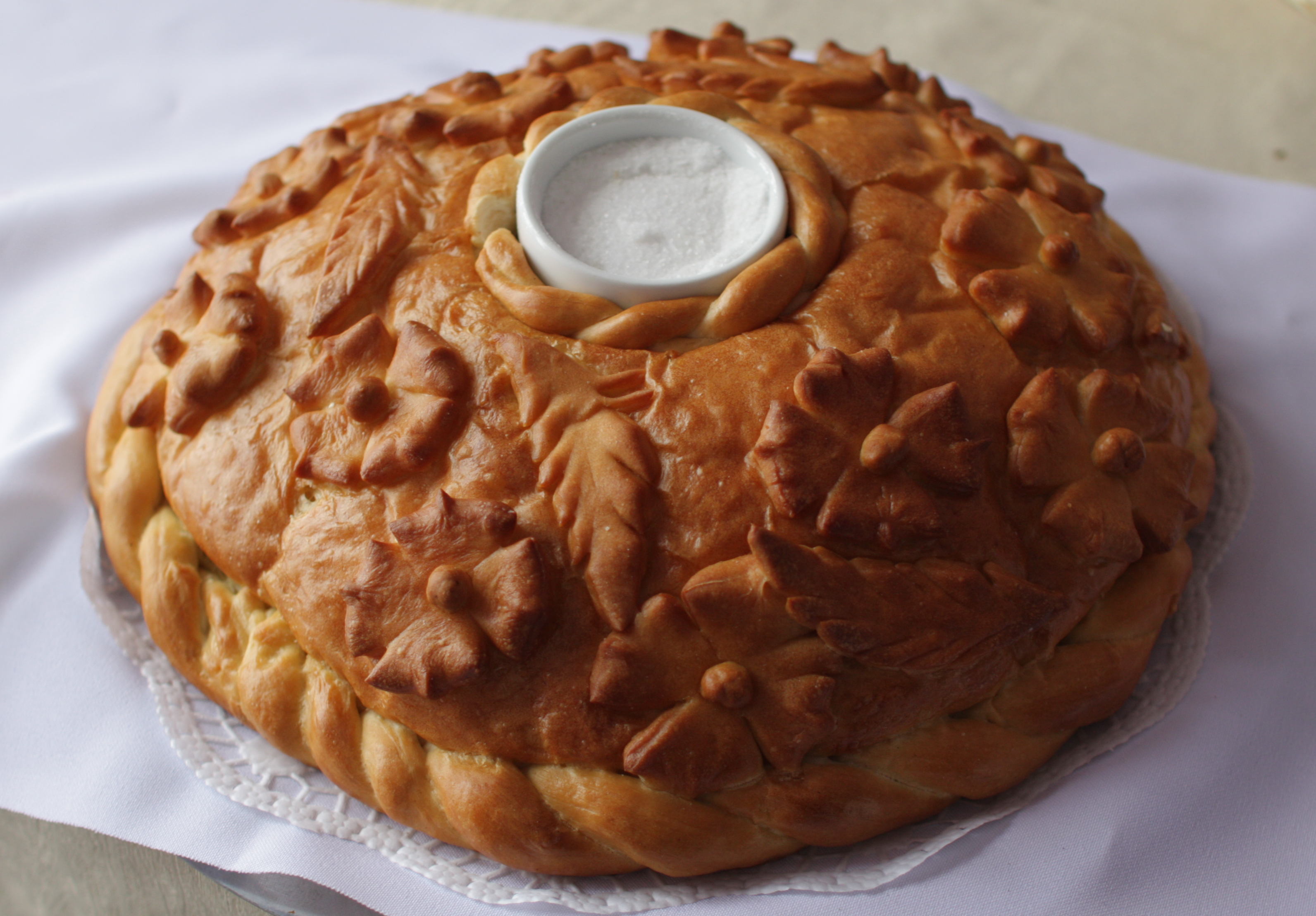
Російський коровай із сільничкою, 2012
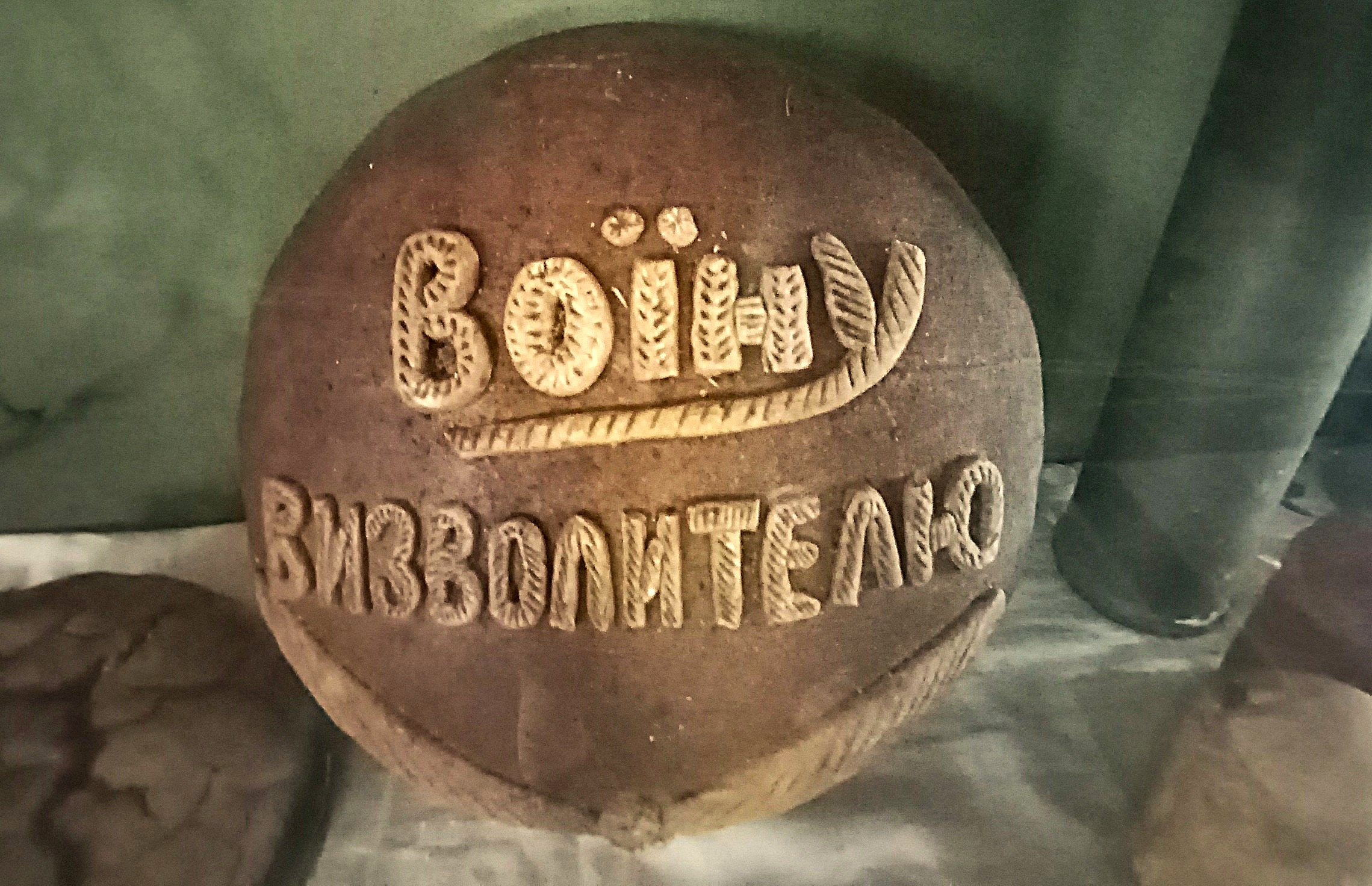
Коровай Воїну Визволителю часів Другої світової війни, Музей Хліба, Переяслав